# Диосмин
Диосмин — флавоноид (полифенольное соединение, производное флавона). Агликоном диосмина является Диосметин.
В России продаётся без рецепта, под фирменными названиями Флебодиа 600, также входит в состав таблеток Лимфодиавена , Венарус, Детралекс.
Является лекарством в некоторых европейских странах, в других европейских странах и в США продается в качестве пищевой добавки.

## История
Диосмин был впервые выделен в 1925 году из растения «Норичник узловатый» (лат. Scrophularia nodosa L.).
В 1969 году диосмин стал применяться в Европе для профилактики варикозного расширения вен и геморроя, а с 2005 года — для лечения сосудистых заболеваний.
Микронизированный диосмин в смеси с гесперидином (90 % и 10 % соответственно) в качестве отдельного лекарственного препарата — «микронизированная очищенная флавоноидная фракция» (англ. micronized purified flavonoid fraction, англ. MPFF) — стал активно применяться в европейских странах в 2000-х годах для лечения заболеваний кровеносных и лимфатических сосудов. В США он разрешён к продаже только как БАД, в частности, БАД Daflon содержит в одной дозе 450 мг диосмина и 50 мг гесперидина.